# 挪威邮政
挪威邮政（挪威語：Posten Bring，前称），挪威国有邮政公司，创始于1647年。挪威邮政公司隶属于挪威交通与通信部，分支遍布全国。挪威邮政共有30个邮局。